# Oligacanthorhynchus thumbi
Oligacanthorhynchus thumbi är en hakmaskart. Oligacanthorhynchus thumbi ingår i släktet Oligacanthorhynchus och familjen Oligacanthorhynchidae. Inga underarter finns listade i Catalogue of Life.